# 전건

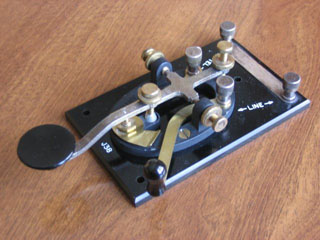

전건(電鍵)은 스위치를 손가락으로 여닫아 신호를 보내는, 전신기의 일종이다. 짧게 스위치를 누르는 닷(dots)과 길게 누르는 대시(dashes)를 구별하여 신호를 보낼 수 있어 모스 부호를 전달하는 데에 주로 활용되었다.

## 같이 보기
- 모스부호